# O Livro do Camping
O Livro do Camping: Manual Prático é um livro/manual escrito pelo ambientalista de Niterói, Vilmar S. D. Berna. Publicado pela Ediouro primeiramente em 1979, já há muitos anos encontra-se fora de catálogo. Em formato brochura, o número de páginas varia conforme a edição: 209, 214 páginas ou 150. O autor já escreveu inúmeras obras de ambientalismo e meio-ambiente e este é seu 1o. livro.

## Capítulos
- 1) Planejamento
- 2) Equipamento
- 3) Barraca: a Base de tudo no Camping
- 4) A Higiene do campista
- 5) Como comer bem na cozinha reduzida do camping
- 6) Uso correto do equipamento
- 7) Corda
- 8) O Fogo
- 9) O que fazer quando se está perdido.
- 10) "Camping Selvagem"
- 11) Onde acampar no Brasil